# Påskallavik
Påskallavik – miejscowość (tätort) w Szwecji, w regionie administracyjnym (län) Kalmar, w gminie Oskarshamn.
Według danych Szwedzkiego Urzędu Statystycznego liczba ludności wyniosła: 1099 (31 grudnia 2015), 1060 (31 grudnia 2018) i 1052 (31 grudnia 2019).